# Pisuerga

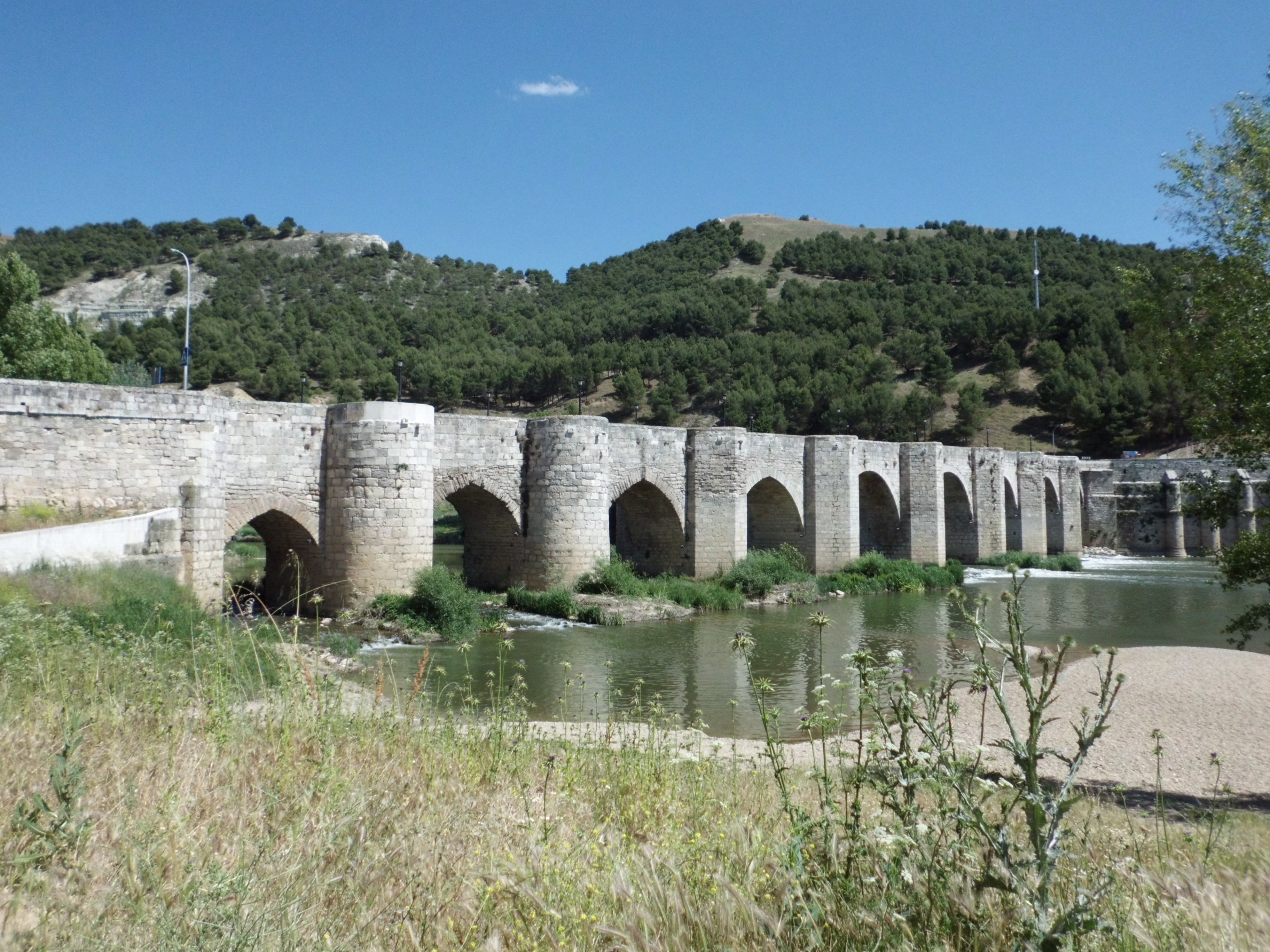
Río Pisuerga bei Cabezón de Pisuerga

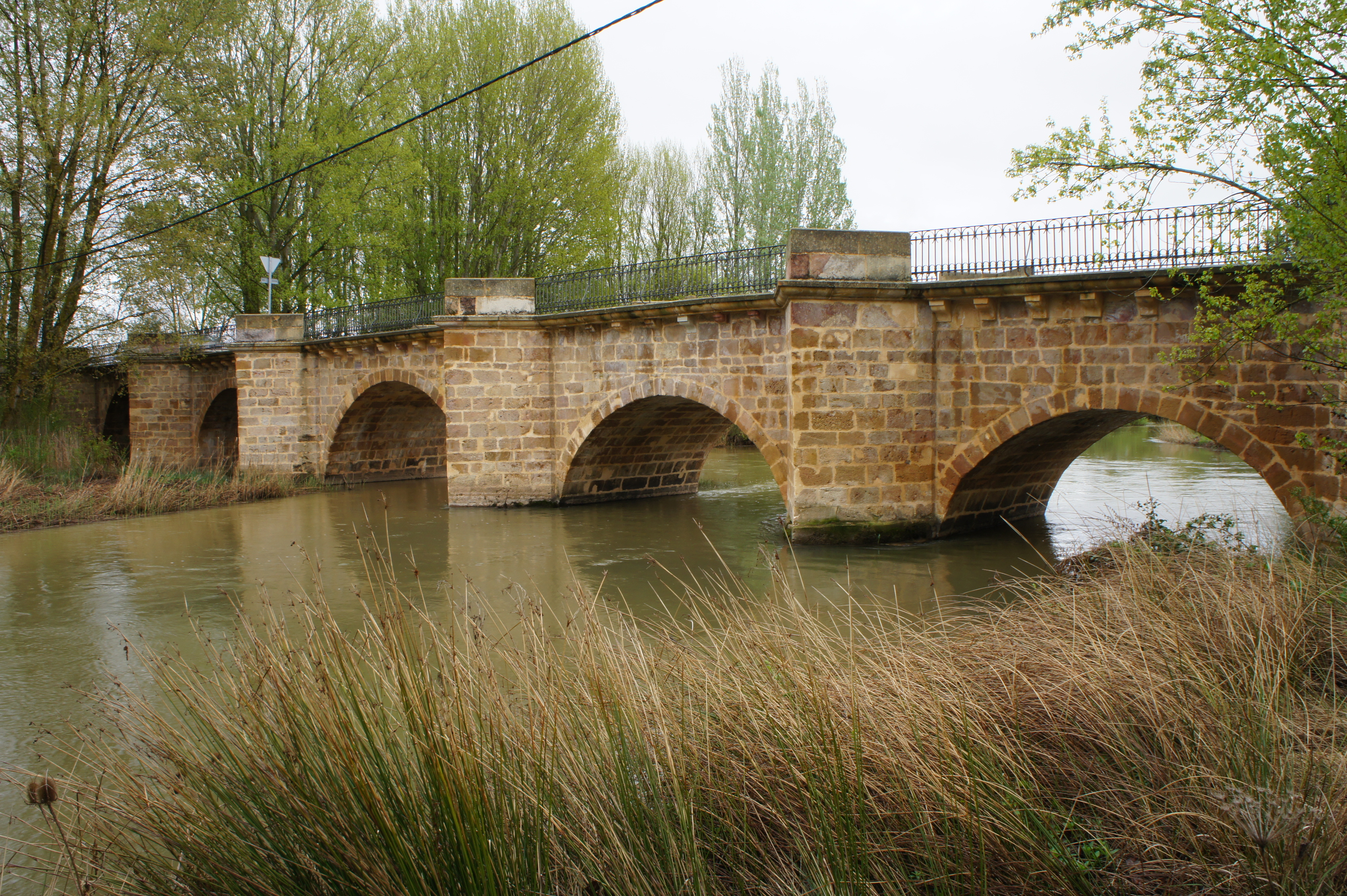
Río Pisuerga bei Herrera de Pisuerga

Der ca. 288 km lange Río Pisuerga ist ein Fluss in den Provinzen Palencia und Valladolid im Norden Spaniens; er ist der zweitgrößte Zufluss des Duero.

## Verlauf
Der Río Pisuerga entspringt auf etwa 1620 m Höhe an der Sierra de Peña Labra im Kantabrischen Gebirge. Seine Quelle liegt an der nördlichen Grenze der Provinz Palencia in der Autonomen Region Kastilien-León. Der Pisuerga fließt in überwiegend südlicher Richtung und mündet nach ungefähr 283 km hinter der Stadt Valladolid in den Duero.

## Nebenflüsse
- Rio Esgueva
- Río Odra
- Río Carrión
- Río Valdavia
- Río Arlanzón

## Stausee
Seit den 1950er Jahren ist der Wasserstand des Flusses sehr gleichmäßig. Grund hierfür ist der große Damm bei Aguilar de Campoo, der das Wasser aus den regenreichen oberen Tälern des Flusses sammelt. Diese Regulierung erlaubte eine große Ausweitung der bewässerten Anbauflächen entlang des Flusslaufes durch die Kastilische Hochebene.

## Orte am Río Pisuerga
- Santa María de Redondo
- Cervera de Pisuerga
- Aguilar de Campoo
- Becerril del Carpio
- Herrera de Pisuerga
- Ventosa de Pisuerga
- Zarzosa de Riopisuerga
- Castrillo de Riopisuerga
- Olmos de Pisuerga
- Naveros de Pisuerga
- San Llorente de la Vega
- Melgar de Fernamental
- Osorno la Mayor
- Itero de la Vega
- Torquemada
- Magaz de Pisuerga
- Venta de Baños
- Tariego de Cerrato
- Dueñas
- Valoria la Buena
- Cabezón de Pisuerga
- Santovenia de Pisuerga
- Valladolid
- Arroyo de la Encomienda
- Simancas